# 米格-23战斗机
米格-23战斗机（俄语：Микоян и Гуревич МиГ-23）是苏联米高扬-格列维奇飞机设计局于20世纪60年代研制的一种可變後掠翼多用途超音速战斗机。是20世纪70－80年代初苏联国土防空部队的主要装备。北约代号鞭笞者（Flogger）。

## 研制历史
在越南战争中，苏联空军与华约空军意识到，自己装备的米格-21戰鬥機火力与航程并不十分理想，同时装备的苏-15截击机也只能承担单纯的高空拦截作战。他们要求装备一种多功能的作战平台，以在与北约空军F-4、F-104战机的对抗中取得优势。
米高扬-古列维奇飞机设计局（今米格-莫斯科飞机科研生产联合体）接到任务，要求设计一种新型多用途战斗机。该项目的总设计师是阿爾喬姆·伊·米高揚与R·A·别利亚科夫。主任设计师是A·A·安德烈耶夫、V·A·拉夫罗夫与G·A·谢多夫。米格-23是阿尔乔姆·伊·米高扬生前的最后一件设计作品。

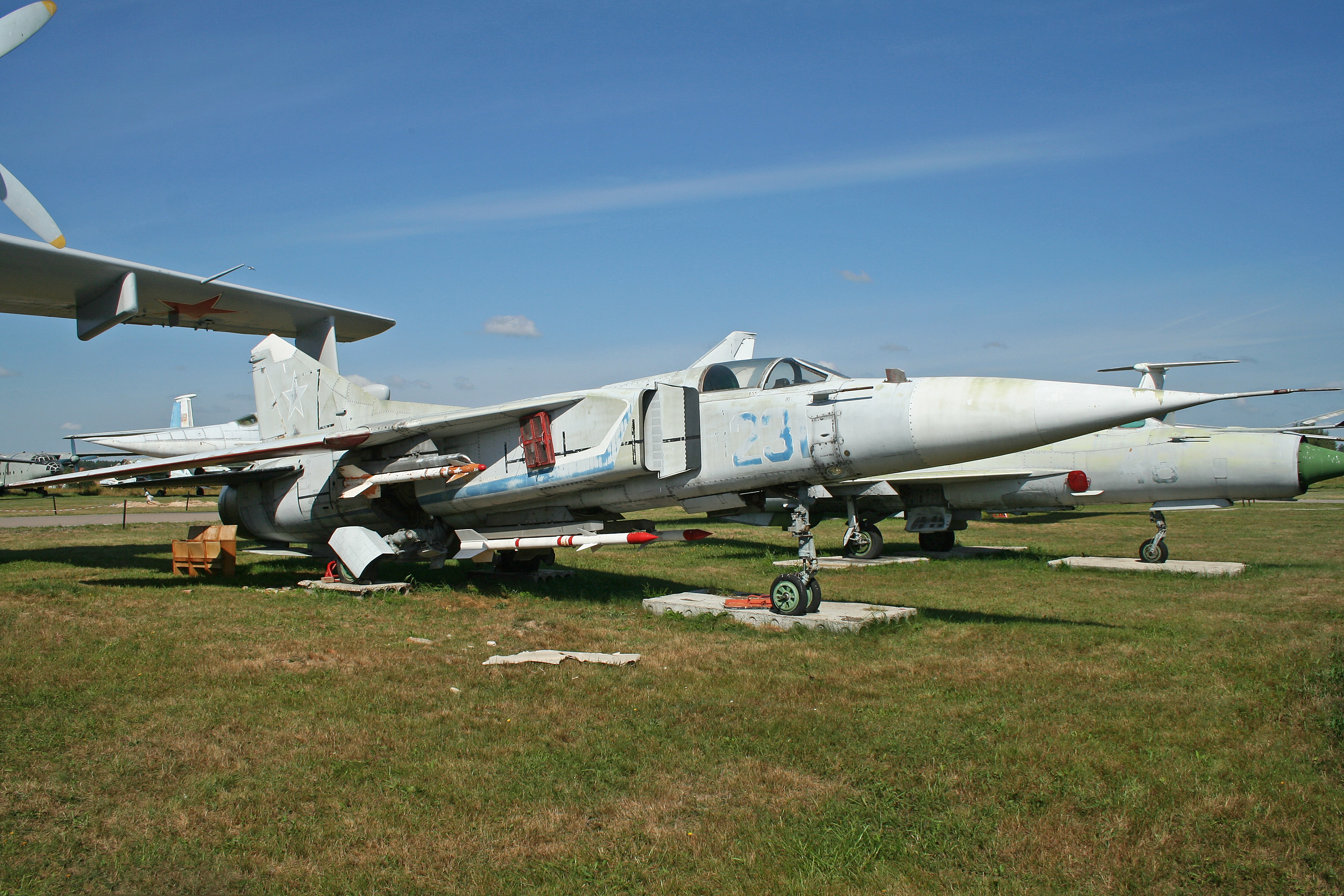
編號231的米格-23原型機，現被置於俄羅斯莫尼諾（Molino）的中央空軍博物館。

1967年6月10日，编号231的米格-23原型机（设计局编号23-11）首机开始试飞，在米高扬设计局首席试飞员A·V·费多托夫的驾驶下进行了16°后掠翼的实验。同年7月9日的试飞中，米格-23成功实验了后掠翼的三种倾斜角度。在后来的试飞中，米格-23成功在机翼后掠72°时达到1.2马赫。在试飞过程中米高扬重新设计了米格-23的机翼，增大了翼面积。
1968年11月6日，在97次试飞后，米高扬签发了试飞总结报告。至此米格-23的设计工作基本完成。

### MiG-23-01方案
在竞标该项目时，米高扬设计局还提出了另一种方案，即23-01方案。23-01方案是一种常规布局的战斗机，采用类似米格-21的三角翼与全动水平尾翼，北约称“不忠”（faithless），又称米格-23PD。该机型以一具Р-27-300涡轮喷气发动机（军用推力52千牛，加力推力73千牛）提供动力，并在机身中部设置有两具小型РД-36-35升力发动机，使该机型具有短距起降能力，可以在条件较差的前线机场使用。同时与其它两侧进气的苏联战斗机不同的是，该机在进气口处并未使用调节板而是使用类似F-104的调节锥与半圆形进气道。然而在随后的试飞中23-01因为技术不够成熟，出现了许多问题，最终该项目被取消。

## 生产
1968年，米格-23开始由莫斯科劳动旗帜工厂（今米格-莫斯科飞机科研生产联合体）与伊尔库茨克工厂（今伊尔库茨克飞机科研联合体）批量生产。1969年装备苏联空军歼击-轰炸航空兵。米格-23于1984年停产。米格-23总共生产了6000多架，其中莫斯科劳动旗帜工厂生产了4278架，为世界上生产数量最多的第三代战斗机（按照俄罗斯标准）。
印度，购买了米格-23与米格-27的生产许可证，可在本国工厂自行组装。

### 价格
在20世纪70-80年代,米格-23在价格上与其它同时代战斗机相比更具有竞争力。一架米格-23的价格为3,600,000到6,600,000美元，而当时一架F-16造价为14,000,000美元。与米格-23价格最为接近的西方战斗机是造价4,500,000美元的以色列幼狮战斗机。

## 性能特点
米格-23是苏联第二种变后掠翼超音速战斗机。设计思想中强调较大的作战半径、在多种速度下飞行的能力、良好的起降性与优良的中低空作战性能。米格-23采用变后掠上单翼布局，有三种推荐机翼后掠角，包括用于起降与巡逻的18°40′，用于空战的47°40′和用于超音速与低空高速飞行的74°40′，在操作手柄上分别标为16°、45°、72°。借助座舱里的操作手柄，飞行员可使机翼停在18°40′到74°40′之间的任意角度。
米格-23使用两侧进气设计，参照F-4设置了两侧矩形进气道。不同标准的米格-23使用不同的发动机，为莫斯科图曼斯基设计局（今俄罗斯航空发动机科技联合体）的R系列与留里卡设计局（今留里卡-土星联合股份公司）的AL系列。米格-23的续航能力与起降性能与先前的米格机相比有较大改善。
米格-23的航电系统具有典型的苏式风格，在制造中使用了大功率行波管作发射器及变频器（一种电子管）而僅半晶体管化，导致雷达体积庞大重量超标耗电量大而功能与精度不足，但是有较好抗干扰能力。米格-23使用Saphir-23D-Sh“高空云雀”雷达，部分低级型号使用“木鸟”雷达及“蓝宝石”雷达。另一方面，因為體積龐大佔據了過多空間，因此起落架放置有困難，這個問題傳開後由一位女工程學生提書，該機便決定採用特別的蟹型設計折疊起來。
米格-23的固定武器是一门GSh-23機炮，备弹200发，重52千克。可选用的空空导弹包括R-3（北约称AA-2“环礁”）、R-23/24（北约称AA-7“尖顶”）、R-60（北约称AA-8“蚜虫”）。米格-23MLD可以使用R-27（北约称AA-10“白杨”）与R-73（北约称AA-11“射手”）。米格-23有两个各可挂一枚导弹的翼下挂架，两侧进气道下也各有一具可挂2枚导弹的APU-60/2型挂架。MS型的每个进气道挂架只能挂一枚导弹。

### 性能数据（米格-23MLD）
基本信息
- 机组：一人

性能
- 推重比：0.88

武器

- 1门GSh-23L23 毫米机炮，载弹200发
- 两个腹部、两个翼下、两个翼尖挂点可携带3,000 千克 (6,610磅) 总外挂，包括：
  - R-3（北约称AA-2“环礁”）
  - R-13(M)（有关该导弹信息不详）
  - R-23/24（北约称AA-7 “尖顶”）
  - R-60（北约称AA-8 “蚜虫”）
- 后期型号可挂载：
  - R-27“杨树”（北约称AA-10 “阿拉莫”）
  - R-73（北约称AA-11 “射手”）
  - R-77（北约称AA-12 “蝰蛇”）

## 主要型号

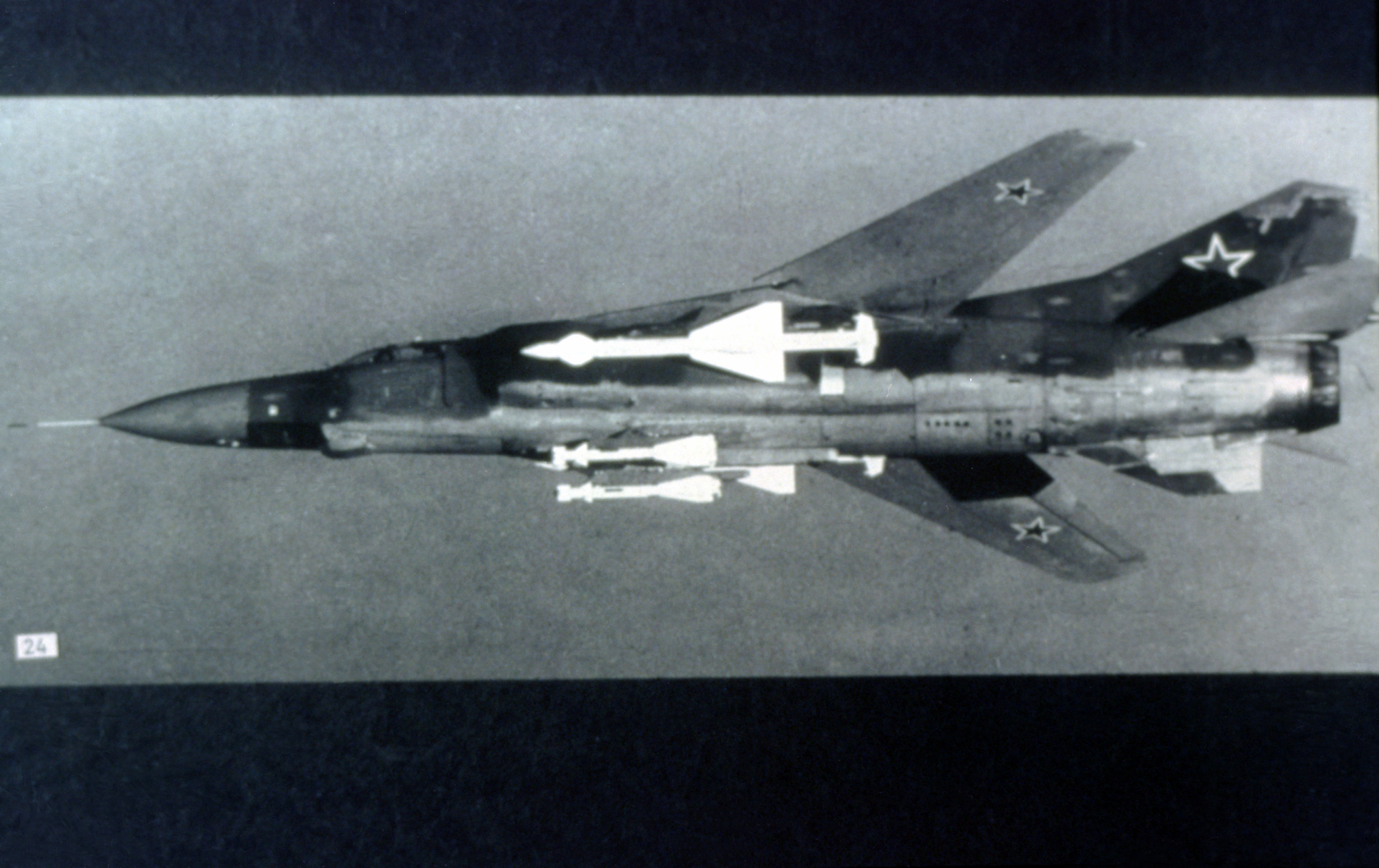
挂载R-23与R-60的米格-23M

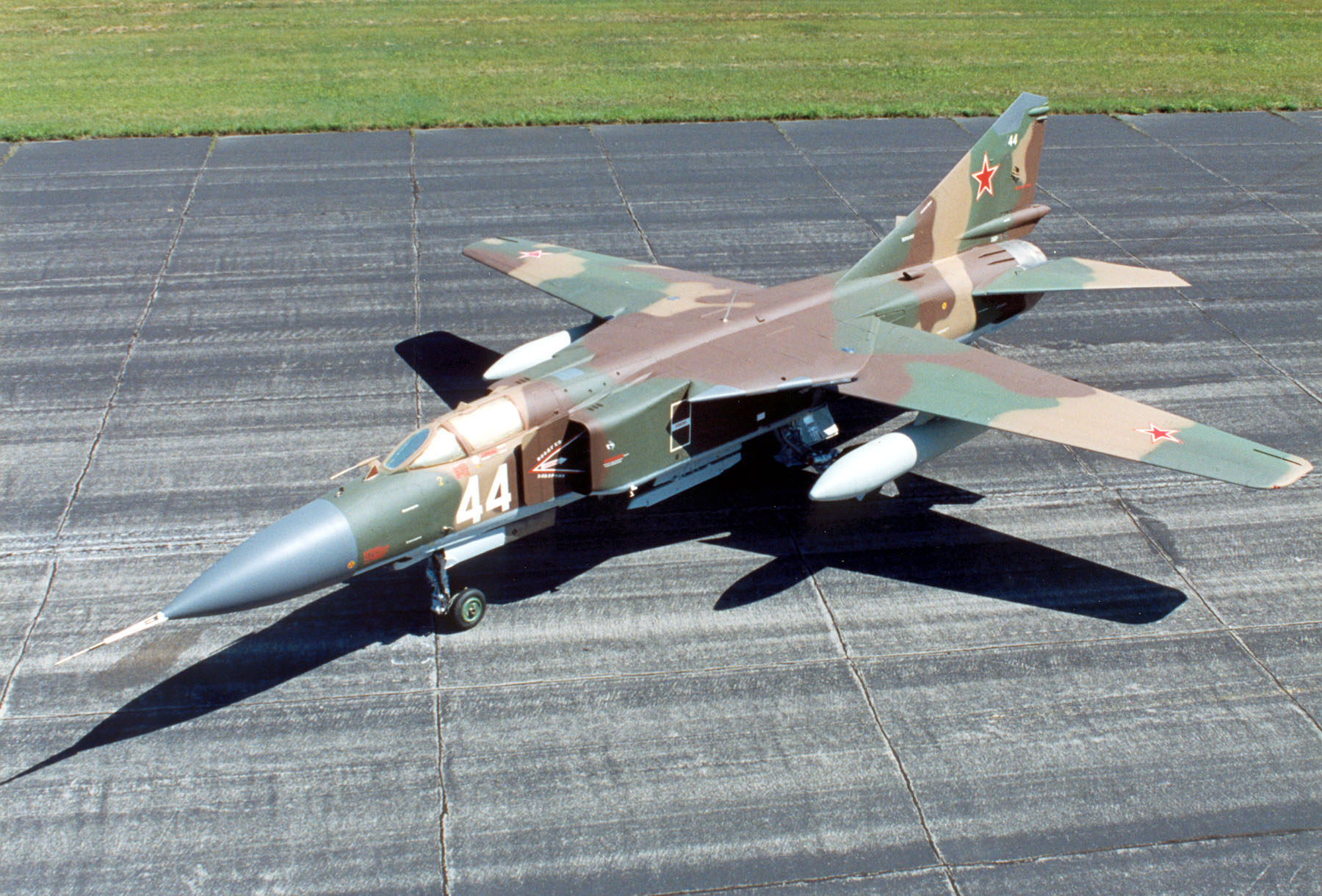
米格-23MLD

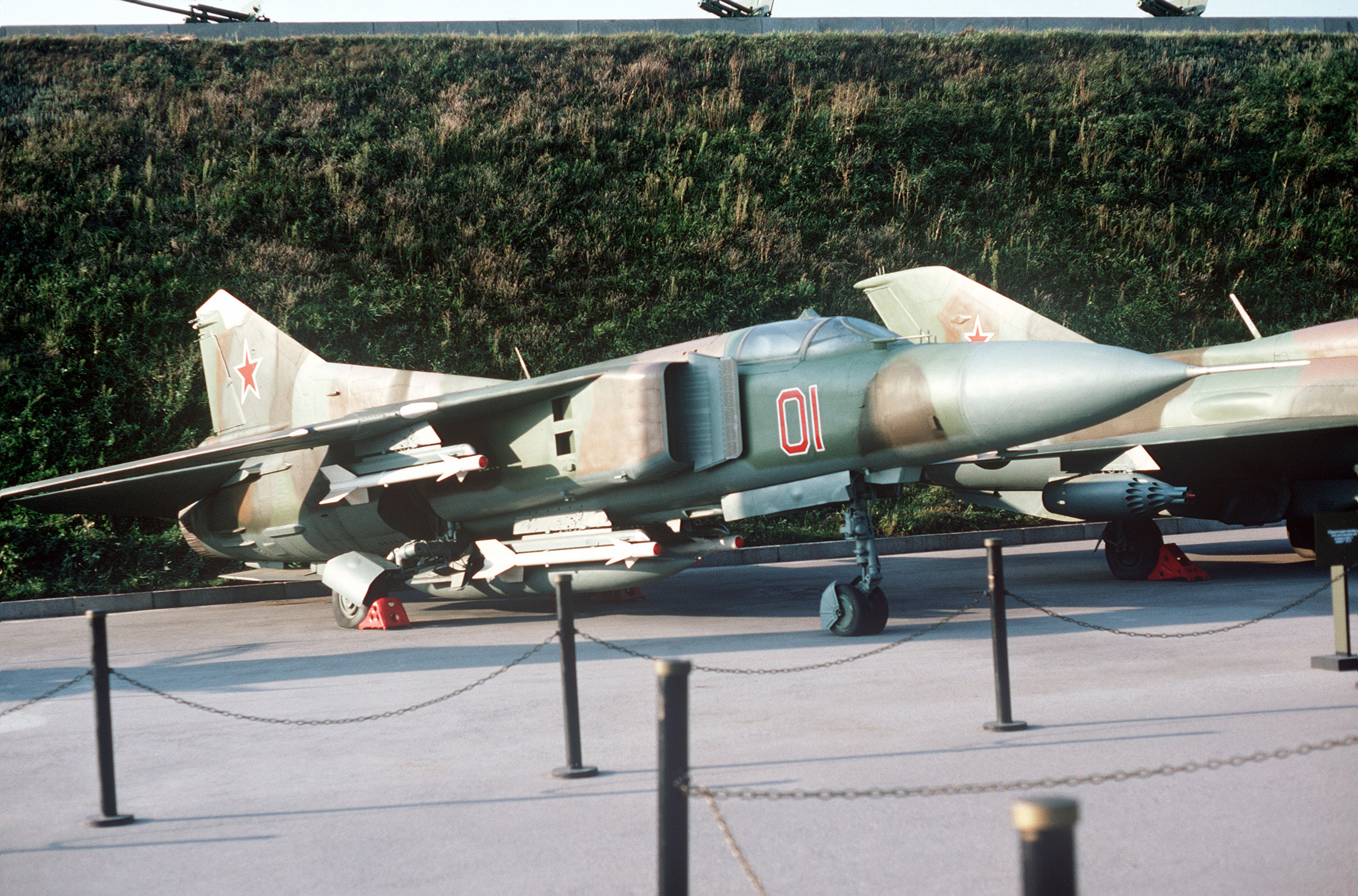
在基辅卫国战争博物馆展出的米格-23M

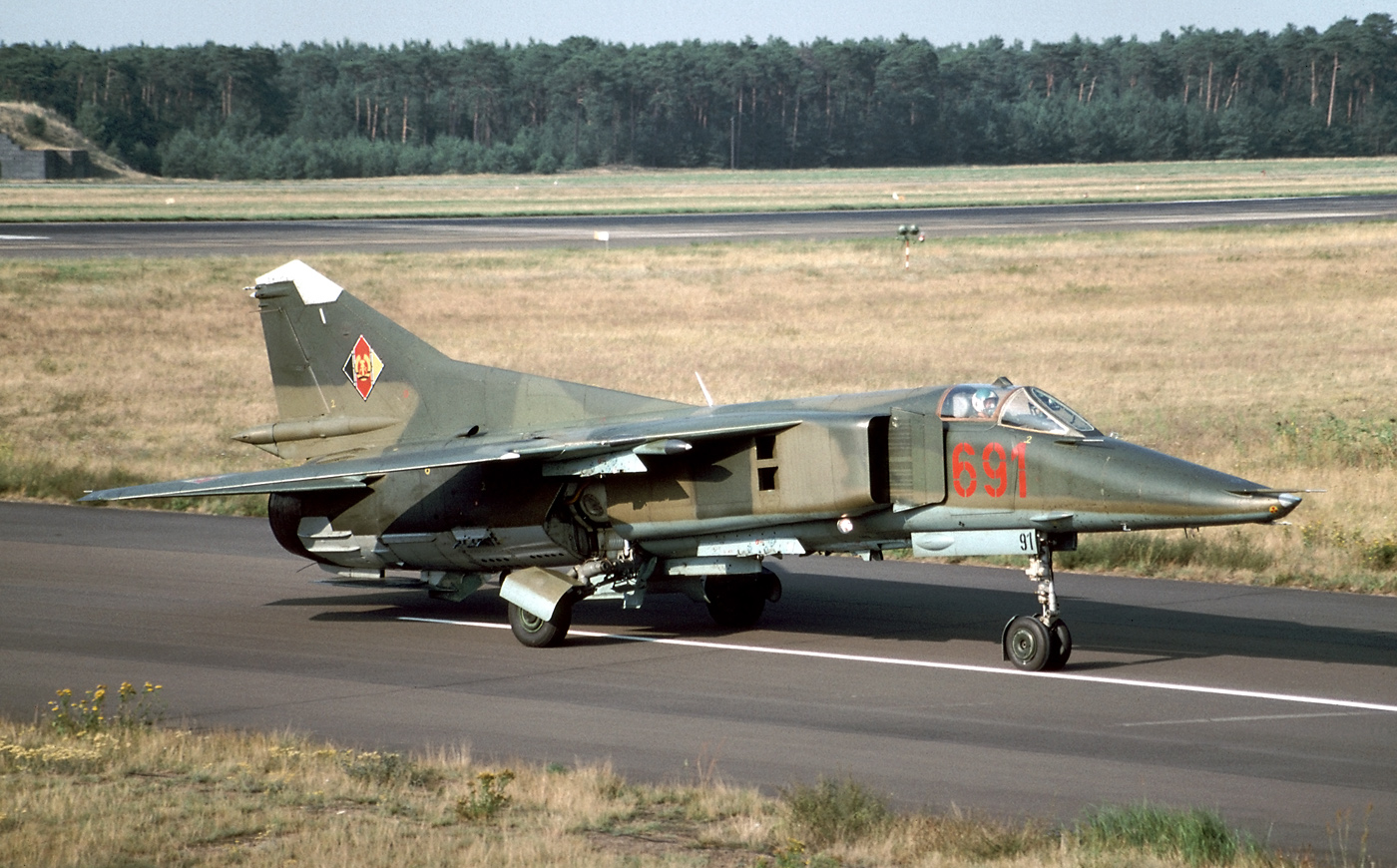
前東德的米格-23BN攻擊機

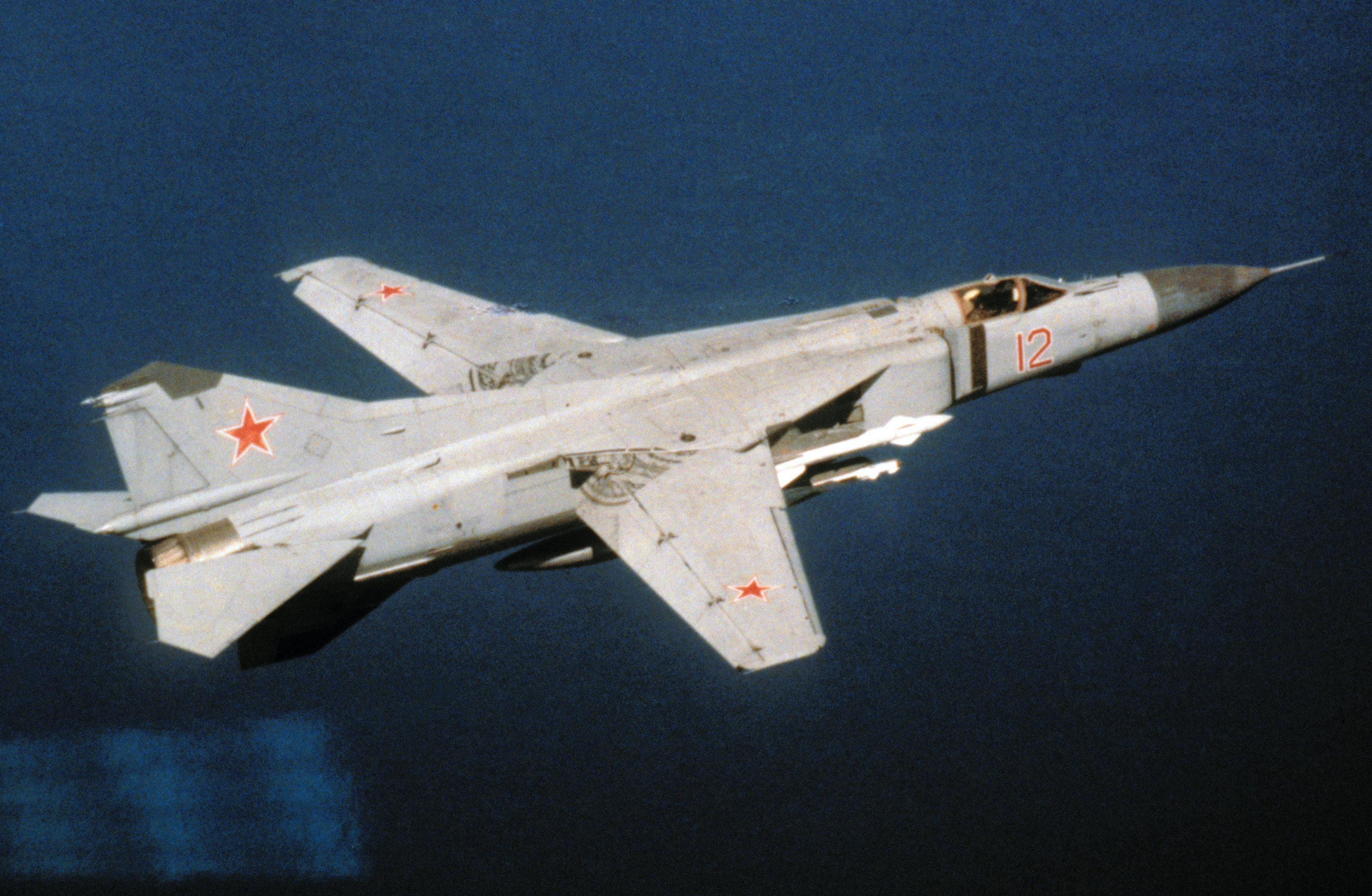
1989年，蘇聯空軍的米格-23M。

- 米格-23S：最初生产型米格-23，内部编号23-11，北约称“鞭挞者-A”。该机装备一具静推力68.04千牛，加力推力97.84千牛的图曼斯基R-27-F2M-300发动机。装备由米格-21比斯式戰鬥機的S-21“木鸟”雷达改进的RP-22“蓝宝石”火控雷达，使用R-3R近程半主动雷达制导空空导弹与R-3S红外制导空空导弹。机身后部装有4块减速板，在垂直尾翼根部装有减速伞舱。与原型机相比，后移了垂直尾翼，装备了折叠式腹鳍。米格-23S只在1969年-1970年少量生产了50架供测试使用。
- 米格-23SM：米格-23S的4挂架版本。
- 米格-23M：主要生产型，内部编号23-11M，北约称“鞭挞者-B”。米格-23M是生产得最多的一种米格-23。采用一具静推力81.83千牛，加力推力113.84千牛的图曼斯基R-29-300发动机。与先前型号相比，该型号重新设计了机首部分以便容纳新研制的雷达，机翼前移0.61米，加大了可动机翼段的弦长，缩短后机身，采用较小的背鳍。部分具有核打击能力。于1972年装备苏联空军，1974年装备驻民主德国的苏联第16航空集团军。
- 米格-23MF：米格-23M的出口型号，内部编号为23-11A/B，北约称“鞭挞者-E”，采用老式电子设备与低级发动机。23-11A型只是更换了敌我识别器与电台，出口保加利亚、民主德国、捷克斯洛伐克、波兰、匈牙利与罗马尼亚等华约国家。23-11B型取消了发射R-60导弹的能力，只能使用R-3M空空导弹，出口印度、古巴、叙利亚。
- 米格-23MS：为防止机密技术泄露而特别设计的出口型号，采用推力100千牛的图曼斯基R-27F2M-300发动机。采用改进型“木鸟”雷达或“蓝宝石”雷达，移除了红外搜索跟踪系统与多普勒导航系统。出口叙利亚、伊拉克、埃及。
- 米格-23ML：改进型米格-23，北约称“鞭挞者-G”。设计上减小了垂尾面积，采用了图曼斯基R-35F-300发动机与具备下视下射能力的Sphir-23ML雷达，机头下加装TP-32M红外搜索/跟踪系统吊舱，于1974年-1981年生产。
- 米格-23UB：双座教练型米格-23，也称米格-23UM。内部编号23-51，1969年5月首飞。首机由一架米格-23S型改装，后由米格-23M型改装。1970年-1978年共生产了769架。
- 米格-23MLA:截击型米格-23，又称米格-23P，内部编号23-14。1974年在米格-23ML基础上开始研制，1977年首飞，采用了较新的电子设备。
- 米格-23MLD：截击型米格-23，内部编号23-18。1984年后改进的最后一种米格-23。
- 米格-23A：舰载型米格-23，原为为苏联1972年设计的1160型航母设计的舰载机，1160计划取消后改为舰载战斗机试验机，进行滑跃起飞的试验，成果用于苏-33与米格-29K。
- 米格-23B：对地攻击型米格-23，北约称“鞭挞者-F”，内部编号32-34。米格-23B在米格-23S的基础上改装。包括重新设计的机头，更好的前向与下视视野，变短的后机身等。使用1台112千牛的留里卡AL-21F-300发动机。取消了雷达，加装了防护装甲、油箱惰性气体防火系统。翼根整流罩内装有导弹制导照射装置与电视摄像机。1970年8月20日首飞，1971年开始生产。
- 米格-23BN：对地攻击型米格-23，北约称“鞭挞者-F”，内部编号32-23。在米格-23B基础上更新了导航与攻击系统。
- 米格-23BK：对地攻击型米格-23，北约称“鞭挞者-H”，内部编号32-36。
- 米格-23BM：对地攻击型米格-23，北约称“鞭挞者-H”，内部编号32-25。
- 米格-27：自米格-23BM与米格-23BK发展而来。

## 装备情况

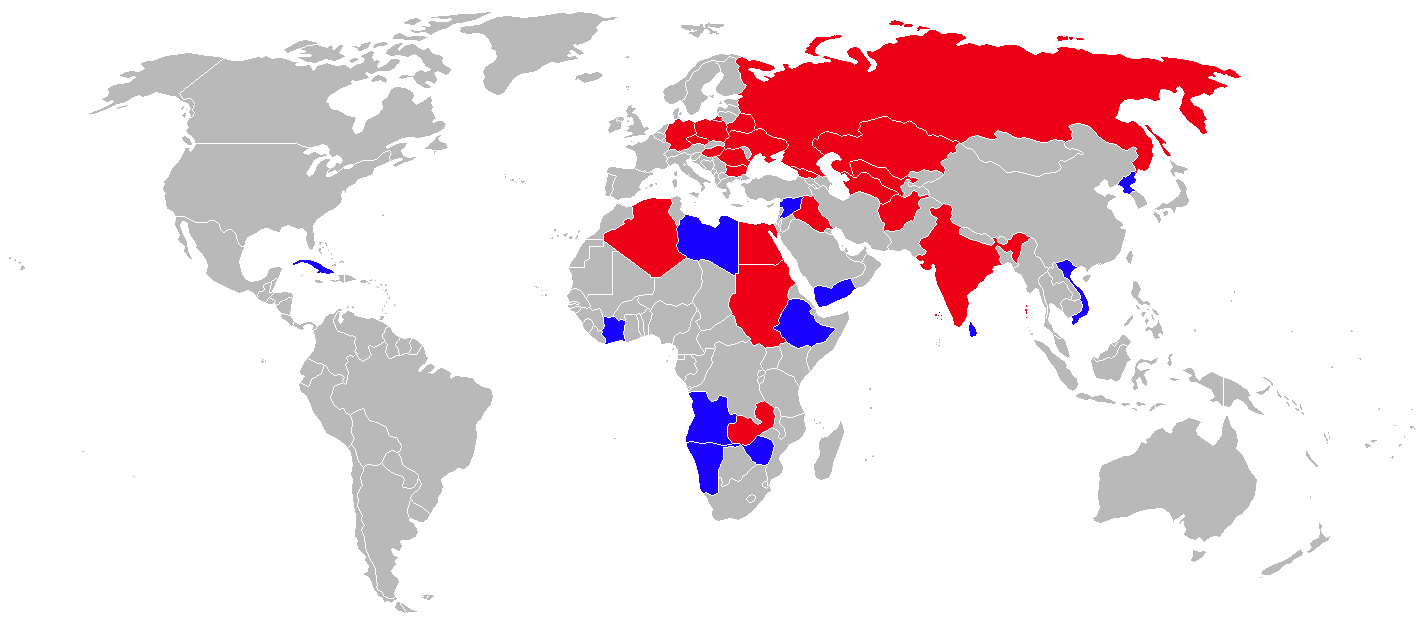
米格-23服役国（蓝色为正在服役，红色为已退役）

米格23家族的服役高峰期在1970年代到1990年代，最多曾有27個國家操作過此款戰機；但冷戰結束後該機種快速退役，目前僅剩11個國家仍在操作。

### 在苏联空军的服役情况
米格-23首先装备苏联空军歼击-轰炸航空兵团。在海外则优先装备驻扎在民主德国的苏联第16航空集团军。米格-23MLA与米格-23MLD还装备了苏联国土防空军，是苏联20世纪80年代主要截击机种之一。蘇聯解體後，可變翼戰機的操作成本讓俄羅斯難以消受；且歐洲常規武裝力量條約簽訂後，俄羅斯保有的戰機規模也須調整。最後俄羅斯決定讓雙引擎戰機以外的機種退役，因此米格23/27家族在1990年代自俄羅斯空軍消失。但這些飛機並沒到達設計壽限，所以常會有第三世界國家採購俄羅斯的二手封存戰機來使用之事。

#### 科特赖克战斗机空难
1989年7月4日，一架发生机械故障的驻波兰苏军米格-23在飞行员弹射逃生后继续飞行900公里，飞越波兰、民主德国、联邦德国、荷兰、比利时5国领空，最后因燃料耗尽坠毁在比利时，造成一名18岁男子死亡。

### 在其他国家空军的服役情况

#### 仍服役的国家
安哥拉22架米格-23L/UB、4架米格23MLD，2005年簽約升級為MiG-23-98
 古巴69架米格-23MF/ML/UB（基本停飞）
 衣索比亞32架米格-23BN/UB，目前僅存12架操作（主要承担对地攻击任务，截击型米格-23ML已全部退役）
 利比亞130架米格-23MS/ML/BN/UB（因缺少零件基本停飞）
 56架米格-23ML/UB

 越南36架米格-23ML/UB
 辛巴威3架米格-23M/UB

#### 已退役的国家

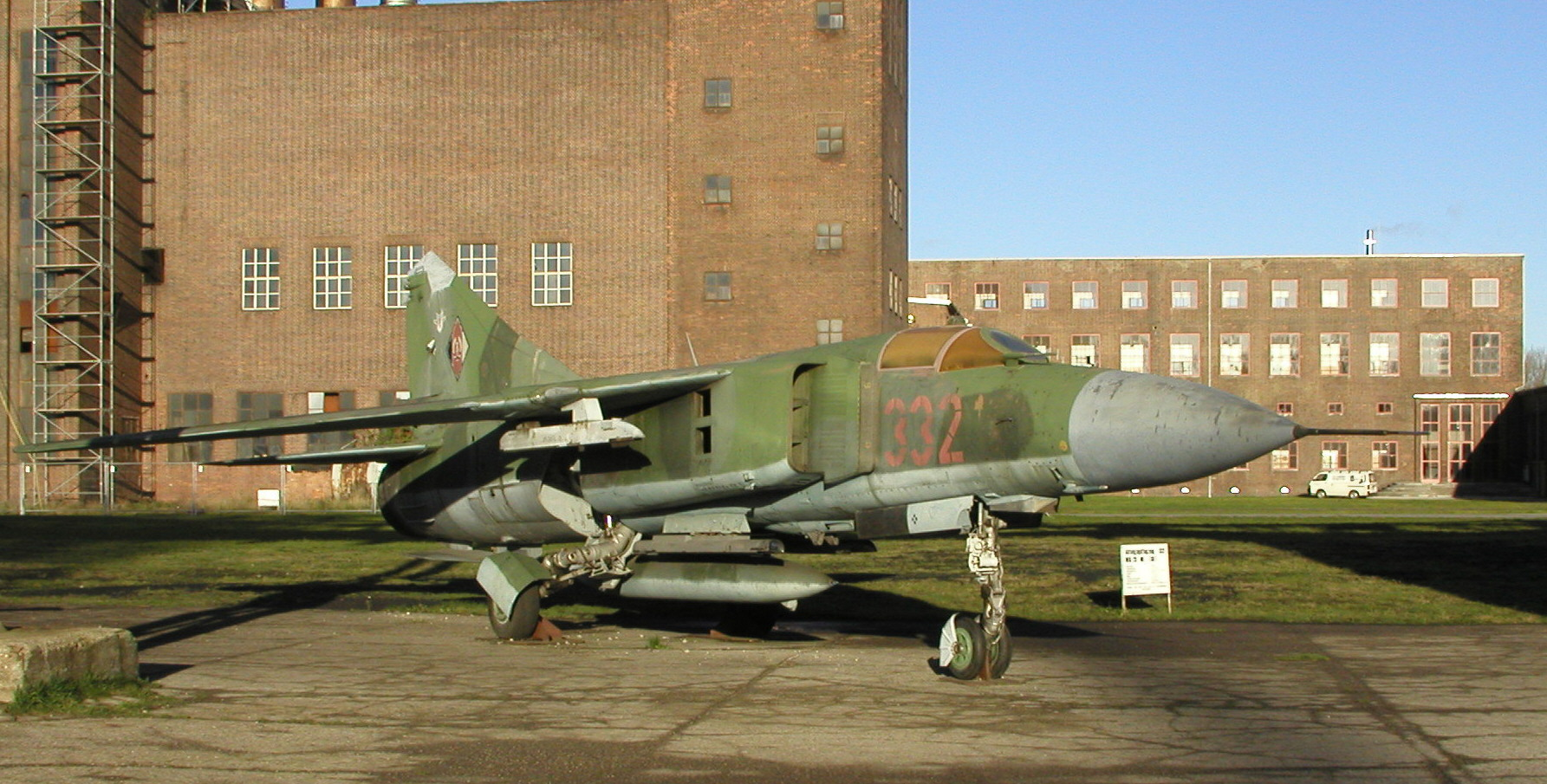
前東德米格-23

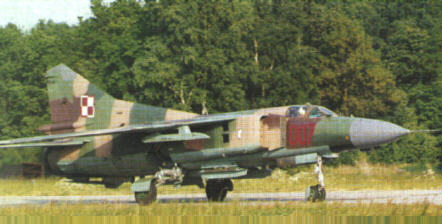
波兰空军米格-23

阿富汗可能自1984年起使用米格-23BN/UB，也可能是使用阿富汗空军涂装的苏联战机。
 亞美尼亞5架米格-23
 白俄羅斯34架米格-23M
 保加利亚33架米格-23BN，12架米格-23MF，1架米格-23ML，8架米格-23MLA，21架米格-23MLD与15架米格23UB自1976年起在保加利亚空军中服役，2002年全部退役。
 捷克斯洛伐克移交捷克共和国。
 捷克BN、MF型于1994年退役，ML、UB型1998年全部退役
 阿尔及利亚29架米格-23BN/MS/UB
 东德移交聯邦德國。聯邦德國空軍向美國空軍提供了兩架米格-23飛機，一架飛往佛羅里達州的一家博物館，另外一些則被送到別國或廢棄。
 埃及6架米格-23BN/MF/U 被提供给中国以交换其他设备，这些飞机被用作研究目的，并在此基础上发展了强-6项目。至少8架米格-23被提供给美国进行研究。
 德国1990年，聯邦德國空軍繼承了原先東德空軍的18架米格-23BN，9架米格-23MF，28架米格-23ML，8架米格-23UB。
 伊朗1991年4架叛逃的伊拉克空军米格-23，因零件短缺而退役。
 印度超过120架米格-27。原装备4个中队的米格-23已逐步退役。2009年3月6日对地攻击型米格-23BN全部退役，2007年截击型米格-23MF全部退役。
 匈牙利拥有16架米格-23并于1997年退役；具体包括12架米格-23MF与4架米格-23UB （其中一架1990年从苏联空军购入）。
 伊拉克海湾战争开始后，部分較新的機體送到南斯拉夫開始进行升级改装。其中的一架在塞尔维亚的贝尔格莱德航空博物馆上展出。
 目前信息不詳
 100架米格-23M/UB。
 波蘭1979年至1982年间波兰空军共获得36架米格-23MF单座型与6架米格-23UB教练机。1999年9月全部退役。
 羅馬尼亞36架米格-23MF与10架米格-23 UB1979年至2001年间在罗马尼亚空军中服役并于2003年退役。
 斯里蘭卡1架米格MiG-23UB（用于米格-27的训练），7架米格-27。
 苏丹信息不詳
 叙利亚敘利亞復興黨政權滅亡後，全部被以色列國防軍摧毀
 230架米格-23M/UB
 乌克兰苏联解体后从原苏联空军获得。
 苏联苏联解体后由前加盟共和國空军获得。
 葉門44架米格-23BN/UB

#### 作评估用途的国家

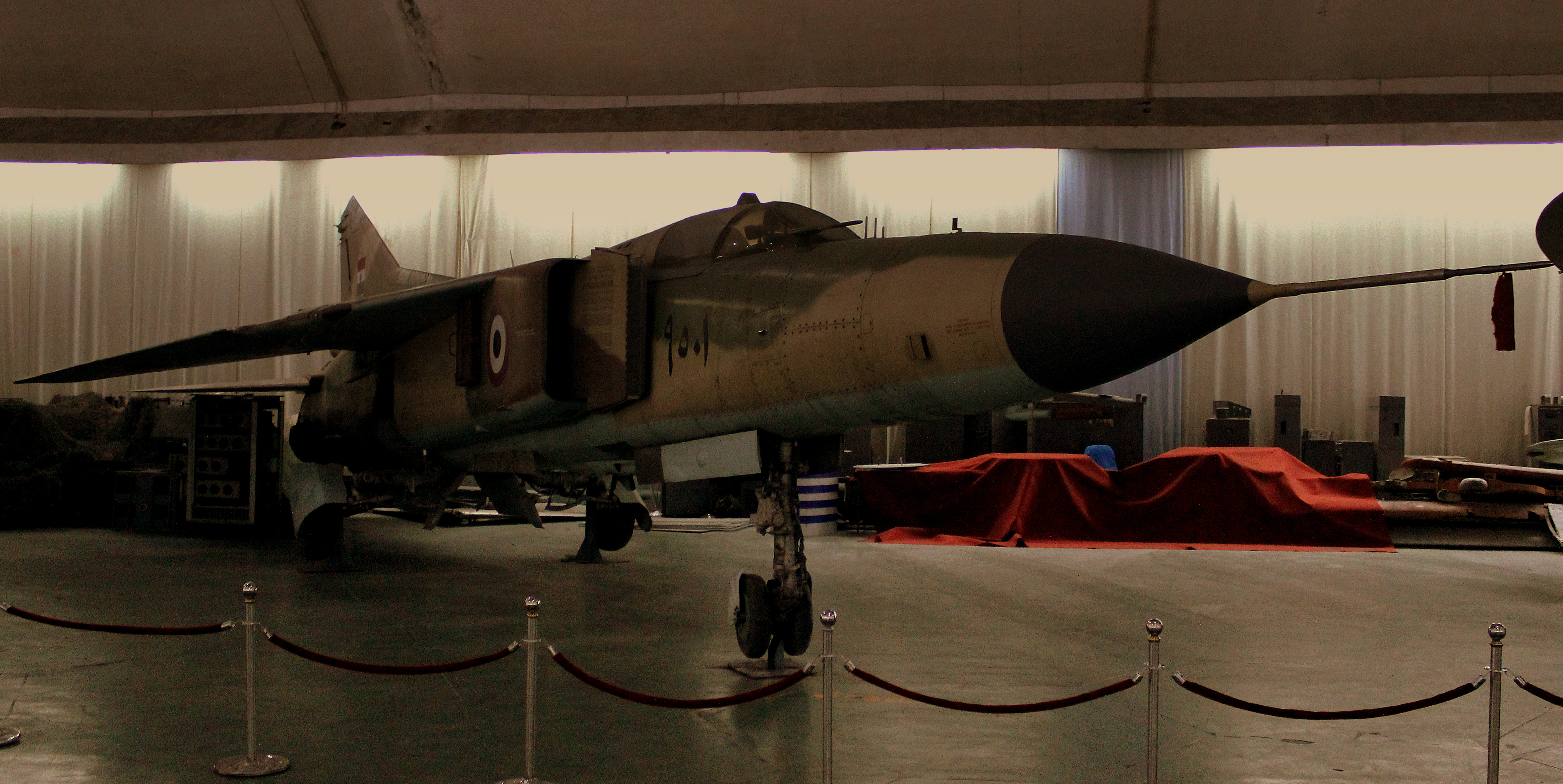
現藏於北京小湯山航空博物館的米格-23戰鬥機

中国：中国从埃及获得了若干架米格-23，即后来强-6方案的设计蓝本，現在於北京小湯山航空博物館還展出一架米格-23。
 以色列：1架叛逃的叙利亚米格-23。
 美国：
- 从埃及获得少量米格-23，并存放在内利斯空军基地
- 冷战博物馆（CWAM （页面存档备份，存于））将其馆藏的一架米格-23UB修复至飞行状态。[8]

 阿尔巴尼亚：阿尔巴尼亚空军拥有少量米格-23，但並未見其使用。

## 战史

### 中东
在历次中东战争中，以米格-21、米格-23、米格-25为主力的阿拉伯国家空军与以F-4、F-16、F-15为主力的以色列空军进行了空战，以色列空军取得了压倒性的优势，但叙利亚的米格-23也取得了一定战果。
1974年4月18日，叙利亚飞行员阿尔梅斯利上尉驾驶一架米格-23MC战斗机在大马士革西北空域进行试飞时遭遇两架以色列空军F-4战斗机，双方立即进入空战。以色列损失两架F-4，叙利亚米格-23也被击落（有消息称米格-23是被友军萨姆-6导弹击落，以色列国防部只承认损失一架F-4）。阿尔梅斯利上尉事后获得叙利亚“共和国英雄”勋章。
1977年7月21日，一架利比亚米格-23在空战中被埃及米格-21击落。
1979年9月，一架利比亚米格-23MS在空战中被埃及米格-21使用AIM-9“响尾蛇”导弹击落。
1980年7月18日，一架坠毁的利比亚米格-23MS在意大利卡拉布里亚省中部的希拉山脉被发现，飞行员伊泽丁·格尔已死亡，据怀疑与1980年6月27日意大利乌斯蒂卡岛附近一架DC-9的坠毁有关。
1981年4月26日，叙利亚两架米格-23在黎巴嫩击落了两架以色列A-4天鹰攻击机。
1982年6月6日到11日间，叙利亚空军的米格-23参加了贝卡谷地空战。以色列方面宣称共击落85架叙利亚战机，其中大部分为米格-21与米格-23。叙利亚与苏联资料声称叙利亚的米格-23至少击落了以色列空军6架F-16与4架F-4。
2002年4月，以色列一架無人偵察機遭叙利亚空軍一架米格-23擊落。

#### 叙利亚声称的米格-23击落记录[13]
| 时间       | 机型        | 驾驶员     | 使用武器 | 战果       |
| 1974.4.19  | 米格-23MS   | E.al-Masry | R-3S     | F-4E       |
| 1974.4.19  | 米格-23MS   | E.al-Masry | R-3S     | F-4E       |
| 1981.4.261 | 米格-23MS   | ?          | R-13M    | A-4E       |
| 1982.6.6   | 米格-23MF   | Zachariah  | R-23R    | BQM-34     |
| 1982.6.7   | 米格-23MF   | Merza      | R-23R    | F-16A      |
| 1982.6.7   | 米格-23MF   | Merza      | R-23R    | F-16A      |
| 1982.6.8   | 米格-23MF   | Hau        | R-23R    | F-16A      |
| 1982.6.8   | 米格-23MF   | Hau        | R-23R    | F-16A      |
| 1982.6.9   | 米格-23MF   | Deeb       | R-23R    | F-16A      |
| 1982.6.9   | 米格-23MF   | Nahhas     | R-23R    | F-16A      |
| 1982.6.9   | 米格-23MF   | Ali        | ？       | F-4E*      |
| 1982.6.9   | 米格-23MF   | Toma       | ？       | F-4E*      |
| 1982.6.11  | 米格-23MF   | al-Kherat  | R-13M    | F-4E       |
| 1982.6.11  | 米格-23MF   | Zo'aby     | R-13M    | F-4E       |
| 1982.6.11  | 米格-23MF   | ？         | R-24R    | E-2C       |
| 1983.12.4  | 米格-23ML   | ？         | ？       | F-15       |
| 1983.12.4  | 米格-23ML   | ？         | ？       | F-4E       |
| 2002.4.？  | 米格-23ML/S | ?          | R-60     | 一架无人机 |

注：所有击落记录均未得到以色列国防部或俄国以外的军史作者承认。地面火力打击损失未计算在内。

#### 叙利亚米格-23被击落记录[15][16]
| 时间       | 机型      | 驾驶员     | 使用武器    | 战果      |
| 1977.7.21  | 米格-21MF | S.Mohammed | ？          | 米格-23MS |
| 1979.11    | 米格-21MF | S.Mohammed | AIM-9P      | 米格-23MS |
| 1982.4.20  | F-15A     | ？         | ？          | 米格-23BN |
| 1982.4.20  | F-15A     | ？         | ？          | 米格-23BN |
| 1982.6.6   | F-15A     | ？         | AIM-7F      | 米格-23MS |
| 1982.6.7   | F-15A     | O.Lapidot  | 怪蛇-III    | 米格-23   |
| 1982.6.7   | F-15A     | ?          | ?           | 米格-23   |
| 1982.6.7   | F-16      | ？         | ？          | 米格-23MF |
| 1982.6.8   | F-15      | ？         | ？          | 米格-23   |
| 1982.6.8   | F-16      | ？         | ？          | 米格-23BN |
| 1982.6.8   | F-16      | ？         | 怪蛇-III    | 米格-23BN |
| 1982.6.8   | F-16      | ？         | 怪蛇-III    | 米格-23BN |
| 1982.6.8   | F-16      | ？         | 怪蛇-III    | 米格-23BN |
| 1982.6.8   | F-15      | ？         | AIM-9L      | 米格-23BN |
| 1982.6.9   | F-15A     | "R"        | AIM-9L      | 米格-23MF |
| 1982.6.9   | F-15      | ？         | ？          | 米格-23   |
| 1982.6.9   | F-15      | ？         | ？          | 米格-23   |
| 1982.6.9   | F-15      | ？         | ？          | 米格-23   |
| 1982.6.10  | F-15      | Y.Peled    | AIM-7F      | 米格-23   |
| 1982.6.10  | F-15      | Y.Peled    | AIM-7F      | 米格-23   |
| 1982.6.10  | F-16A     | Ethan      | AIM-9L      | 米格-23MF |
| 1982.6.11  | F-15      | ?          | AIM-7F      | 米格-23   |
| 1982.6.11  | F-15      | ?          | AIM-7F      | 米格-23   |
| 1982.6.11  | F-16A     | Rafi       | 20 毫米机炮 | 米格-23MS |
| 1982.6.11  | F-16A     | Rafi       | 20 毫米机炮 | 米格-23MS |
| 1982.6.11  | F-16A     | Ethan      | AIM-9L      | 米格-23BN |
| 1982.6.11  | F-16A     | ?          | AIM-9L      | 米格-23BN |
| 1982.6.11  | F-16A     | ?          | AIM-9L      | 米格-23BN |
| 1982.6.11  | F-16A     | Ethan      | AIM-9L      | 米格-23BN |
| 1982.6.24  | F-16A     | ？         | 怪蛇-III    | 米格-23BN |
| 1982.6.24  | F-16A     | ？         | 怪蛇-III    | 米格-23BN |
| 1982.6.25  | F-15A     | ？         | ？          | 米格-23MF |
| 1982.6.25  | F-15A     | ？         | ？          | 米格-23MF |
| 1985.11.20 | F-15D     | N.Ronen    | ？          | 米格-23ML |
| 1985.11.20 | F-15D     | N.Ronen    | ？          | 米格-23ML |

注：除前两项为埃及空军击落记录外均为以色列空军战果。地面火力打击损失未计算在内。

### 阿富汗战争
苏联空军的米格-23参加了1979年至1989年的阿富汗战争，主要承担对地攻击任务，与巴基斯坦空军的F-16在边境上进行了一些空战。具体的战斗结果没有公布，但据称巴基斯坦的F-16占据了优势。

### 安哥拉内战
1975年至1988年间，50架米格-23ML参加了安哥拉内战。这些米格-23从苏联直接运至安哥拉，由古巴革命军空军飞行员驾驶，但仍使用安哥拉空军涂装，执行对地攻击与拦截任务。虽然在与南非空军的幻影F.1战斗机展开的较量中成功夺取了制空权，但在南非美制“毒刺”防空导弹的打击下有较大损失。此外古巴人还在战场上发现了一堵墙，上面写着“MIK23 sak van die kart.”，意为“米格-23 伤了我们的心。”

#### 古巴空军米格-23在安哥拉战场击落记录[18]
| 时间      | 机型      | 驾驶员       | 使用武器    | 战果                 | 所属国家 | 备注 |
| 1987      | 米格-23ML | ?            | R-60        | 黑斑羚Mk.II          | 南非     |      |
| 1987      | 米格-23ML | ?            | R-60        | 幻影F.1              | 南非     |      |
| 1987.9.27 | 米格-23ML | ?            | ?           | SA.330               | 南非     |      |
| 1987.9.27 | 米格-23ML | A. Ley Rivas | R-23R或R-60 | 幻影F.1              | 南非     | 击伤 |
| 1987.9.27 | 米格-23ML | J.C.C.Goden  | R-60        | 幻影F.1              | 南非     |      |
| 1988.8.8  | 米格-23ML | ?            | R-60        | BAe 125-800 ("OK-1") | 博茨瓦纳 | 击伤 |

注：地面火力打击损失未计算在内。

#### 南非空军击落米格-23记录[19]
| 时间      | 机型      | 驾驶员       | 使用武器       | 战果      |
| 1987      | 幻影F.1AZ | D.Prinsloo   | V-3B廓尔喀弯刀 | 米格-23ML |
| 1987.9.10 | 幻影F.1CZ | A.v/Rensburg | 魔术R.550      | 米格-23ML |
| 1987.9.27 | 幻影F.1CZ | C.Gagiano    | 魔术R.550      | 米格-23ML |
| 1987.9.27 | 幻影F.1AZ | J.Rankin     | V-3B廓尔喀弯刀 | 米格-23ML |
| 1987.9.27 | 幻影F.1AZ | J.Rankin     | 30 毫米机炮    | 米格-23ML |
| 1987.9.27 | 幻影F.1AZ | T.Nel        | V-3B廓尔喀弯刀 | 米格-23ML |

注：地面火力打击损失未计算在内。

### 两伊战争
伊拉克空军的米格-23参加了两伊战争，承担对地攻击与空战任务，与以F-14为主力的伊朗空军进行了制空权争夺。几个中队的米格-23还承担了巴格达的防空任务。

#### 两伊战争中伊朗空军击落米格-23记录[20][21]
| 时间       | 机型        | 驾驶员    | 使用武器                  | 战果       |
| 1980.9.22  | F-4E        | ?         | ?                         | 米格-23BN  |
| 1980.9.23  | F-14A       | Azimi     | AIM-54A                   | 米格-23MS  |
| 1980.9.23  | F-14A       | ?         | AIM-7E-4                  | 米格-23    |
| 1980.9.23  | F-14A       | ?         | AIM-7E-4                  | 米格-23MS  |
| 1980.9.25  | F-4E        | ?         | AIM-9P                    | 米格-23MS  |
| 1980.9.25  | F-4E        | Rassi     | 20 毫米                   | 米格-23MS  |
| 1980.9.25  | F-14A       | ?         | AIM-7E-4                  | 米格-23BN  |
| 1980.9.25  | F-14A       | ?         | 空空导弹                  | 米格-23BN  |
| 1980.9.25  | F-14A       | Naghdi    | 空空导弹                  | 米格-23BN  |
| 1980.9.25  | F-4E        | ？        | 空空导弹                  | 米格-23BN  |
| 1980.9.25  | F-4E        | ？        | AIM-9P                    | 米格-23BN  |
| 1980.9.27  | F-4E        | ？        | AIM-9P                    | 米格-23BN  |
| 1980.9.27  | F-4E        | ？        | AIM-9P                    | 米格-23BN  |
| 1980.9.28  | F-4E        | ？        | AIM-7E-2                  | 米格-23BN  |
| 1980.9.28  | F-4E        | ？        | AIM-7E-2                  | 米格-23BN  |
| 1980.9.28  | F-4E        | ？        | AIM-7E-2                  | 米格-23BN  |
| 1980.9.28  | F-4E        | ?         | AIM-7E-2                  | 米格-23BN  |
| 1980.9.29  | F-4E        | A. Dowran | AIM-7E-2                  | 米格-23MS  |
| 1980.9.29  | F-4E        | A. Dowran | AIM-7E-2                  | 米格-23MS  |
| 1980.10.2  | F-14A       | ?         | AIM-9P                    | 米格-23MS  |
| 1980.10.13 | F-14A       | Afshar    | 空空导弹                  | 米格-23BN  |
| 1980.10.13 | F-4E        | Hasibi    | AIM-9P                    | 米格-23BN  |
| 1980.10.18 | F-14A       | Malej     | AIM-9P                    | 米格-23BN  |
| 1980.10.18 | F-14A       | Malej     | AIM-9P                    | 米格-23BN  |
| 1980.10.29 | F-14A       | Sedghi    | AIM-54A                   | 米格-23MLA |
| 1980.10.29 | F-14A       | Sedghi    | AIM-54A                   | 米格-23MLA |
| 1980.10.29 | F-14A       | Sedghi    | AIM-9P                    | 米格-23MLA |
| 1980.10.29 | F-14A       | Sedghi    | AIM-9P                    | 米格-23MLA |
| 1980.11.10 | F-14A       | ?         | AIM-7E-4                  | 米格-23BN  |
| 1980.12.7  | F-4E        | ?         | AIM-7E-2                  | 米格-23BN  |
| 1981.1.7   | F-14A       | Farahavar | AIM-54A                   | 米格-23BN  |
| 1981.1.7   | F-14A       | Farahavar | AIM-54A                   | 米格-23BN  |
| 1981.1.7   | F-14A       | Farahavar | AIM-54A                   | 米格-23BN  |
| 1981.1.7   | F-14A       | Farahavar | AIM-54A                   | 米格-23BN  |
| 1981.1.21  | F-4E        | A.Hoda    | AIM-9P                    | 米格-23BN  |
| 1981.1.21  | F-4E        | A.Hoda    | AIM-9P                    | 米格-23BN  |
| 1981.4.26  | F-14A       | Amir      | AIM-9P                    | 米格-23BN  |
| 1981.4.23  | F-4E        | Abassi    | AIM-9P                    | 米格-23BN  |
| 1981.9.1   | F-4D        | ?         | AIM-7E-2                  | 米格-23MF  |
| 1982.7.21  | F-14A       | ?         | AIM-54A                   | 米格-23MF  |
| 1982.7.21  | F-14A       | ?         | AIM-54A                   | 米格-23MF  |
| 1982.7.21  | F-14A       | ?         | AIM-54A                   | 米格-23MF  |
| 1982.10.10 | F-14A       | J.Zandi   | AIM-54A                   | 米格-23BN  |
| 1982.10.10 | F-14A       | J.Zandi   | AIM-54A                   | 米格-23BN  |
| 1982.10    | F-4E        | ?         | 20 毫米机炮               | 米格-23BN  |
| 1982.11.20 | F-4E        | ?         | AIM-9P                    | 米格-23BN  |
| 1982.11.21 | F-14A       | Khosrodad | AIM-54A                   | 米格-23MF  |
| 1982.11.21 | F-14A       | Khosrodad | AIM-54A                   | 米格-23MF  |
| 1982.12.3  | F-4E        | ?         | 迫降                      | 米格-23MS  |
| 1984.3.1   | F-14A       | ?         | 空空导弹                  | 米格-23BN  |
| 1984.3.3   | AH-1J+RH-53 | ?         | 20 毫米机炮+12.7 毫米机枪 | 米格-23MF  |
| 1985.1.14  | F-4E        | ?         | AIM-9P                    | 米格-23BN  |
| 1985.3.11  | F-4E        | ?         | AIM-9P                    | 米格-23BN  |
| 1985.3.15  | F-4E        | ?         | AIM-9P                    | 米格-23BN  |
| 1986.7.12  | F-14A       | Reza      | AIM-7E-4                  | 米格-23ML  |
| 1986.10.14 | F-14A       | ?         | AIM-54A                   | 米格-23ML  |
| 1986.11.15 | F-4E        | A.Hoda    | AIM-9P                    | 米格-23BN  |
| 1987.2.24  | F-14A       | ?         | 空空导弹                  | 米格-23BN  |
| 1987.11.22 | F-4E        | ?         | AIM-9P                    | 米格-23BN  |
| 1988.6.14  | F-4E        | Solarie   | AIM-9P                    | 米格-23MF  |

注：地面火力打击损失未计算在内。

### 第二次錫德拉灣事件

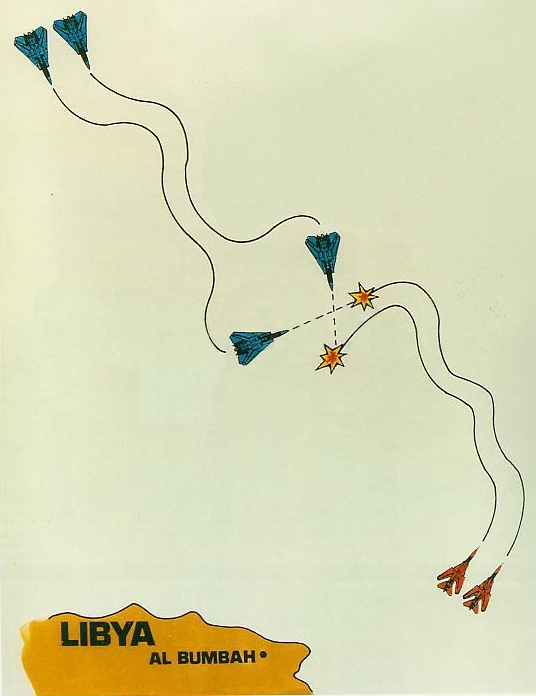
美國海軍F-14雄貓式戰鬥機大戰利比亞空軍米格-23的經過圖解

1989年1月4日，兩架在地中海錫德拉灣上空的利比亞空軍米格-23和美國海軍的F-14雄貓式戰鬥機打了一場「8分鐘空戰」，結果2比0，這兩架米格-23皆被F-14擊落，史稱「第二次錫德拉灣事件」

### 海湾战争
1991年的海湾战争中，多国部队空军与装备米格-23的伊拉克空军进行了空战并取得了压倒性优势。一部份米格-23飞往伊朗。

#### 美国空军在“沙漠风暴”行动中击落米格-23记录[22]
| 时间      | 驾驶员          | 机型  | 使用武器 | 战果      |
| 1991.1.18 | B.Powell        | F-15C | AIM-7M   | 米格-23   |
| 1991.1.18 | B.Powell        | F-15C | AIM-7M   | 米格-23   |
| 1991.1.26 | R.Draeger       | F-15C | AIM-7M   | 米格-23MF |
| 1991.1.26 | A.Schiavi       | F-15C | AIM-7M   | 米格-23MF |
| 1991.1.26 | C.Rodriguez:55  | F-15C | AIM-7M   | 米格-23MF |
| 1991.1.27 | Denney          | F-15C | AIM-9M   | 米格-23MF |
| 1991.1.27 | Denney          | F-15C | AIM-9M   | 米格-23MF |
| 1991.1.27 | B.Powell        | F-15C | AIM-7M   | 米格-23MF |
| 1991.1.29 | D.Watrous:66-67 | F-15C | AIM-7M   | 米格-23   |
| 1991.1.29 | D.Rose:66       | F-15C | AIM-7M   | 米格-23   |

注：地面火力打击损失未计算在内。

## 外部連結
- 前苏联米格-23 系列战斗机评析 （页面存档备份，存于）
- MiG-23 Profile （页面存档备份，存于）
- 米格-23“鞭挞者”——消息与评价 （页面存档备份，存于）
- 阿拉伯的“鞭挞者”——MiG-23 战斗机的中东战史 （页面存档备份，存于）
- F-14A 与米格-23MF 战斗机的8分钟空战 （页面存档备份，存于）
- 纪念贝卡谷地之战20周年 （页面存档备份，存于）
- 古巴米格戰史 （页面存档备份，存于）